# 十勝・緑の地球博
十勝・緑の地球博（とかちみどりのちきゅうはく）は、北海道帯広市の緑ヶ丘公園で開催された博覧会。

## 概要
1992年の帯広市開基110年・市制施行60周年を20世紀最後の節目として21世紀に向け環境問題や豊かな街づくりの新たな視点を探ることを目的に、地球の過去を振り返り宇宙時代を展望しグローバルな哲学から地球発の緑の文化を提案する。緑と文化志向の21世紀を告げるイベントとして、「自然」「文化」「感動と交流」の3つのモチーフが織りなす「心のふれあい」を開催の基調とした。帯広市での地方博覧会開催は「北方圏農林博覧会」以来10年ぶりとなる。
- 会場：帯広市緑ヶ丘公園 旧陸上競技場敷地（現・多目的広場）
- 会期：1992年7月25日-8月23日
- 主催：帯広市、帯広商工会議所、十勝毎日新聞社
- 来場者：310,783人
- 総事業費：約4億5千万円
- テーマ：自然とともにはぐくむ豊かな未来。
- コンセプト
  - 21世紀は環境と調和の時代
  - 子どもたちと語ろう、未来哲学
- 後援：北海道、農林水産省、北海道開発庁、科学技術庁、環境庁、国土庁、陸上自衛隊第5師団、北海道議会、北海道教育委員会、宇宙開発事業団、都市緑化基金、日本豆類基金協会、畜産振興事業団、日本貿易振興会、フィンランド・デンマーク・スウェーデン・ノルウェー各大使館、北海道木材協会、北海道林業機械化協会、北方圏センター、北海道経済団体連合会、北海道商工会議所連合会、北海道観光連盟、北海道貿易物産振興会、北海道旅客鉄道、北海道厚生農業協同組合連合会、十勝町村会、十勝地区農協組合長会、北海道農業協同組合中央会帯広支所、北海道信用農業協同組合連合会帯広支所、十勝農業協同組合連合会、北海道NOSAI十勝出張所、北海道農業開発公社十勝支所、帯広建設業協会、帯広花卉園芸生産組合、北海道ちほく高原鉄道、北海道全調理師会帯広支部、十勝観光連盟、帯広観光協会、帯広観光物産振興会、帯広青年会議所、北海道電力帯広支店、日本電信電話帯広支店、各旅行代理店、日本放送協会、北海道放送、札幌テレビ放送、北海道文化放送、北海道テレビ放送、帯広シティーケーブル、朝日新聞北海道支社、毎日新聞北海道支社、時事通信社札幌支社ほか
- マスコットキャラクター - 目玉展示の恐竜をシンボリックに可愛らしく描いたものとした。肉食恐竜と草食恐竜の組み合わせだが、仲良く遊ぶ関係の設定とした。
  - RYÛ太くん - オレンジ色の体に野球帽をかぶったいたずらっぽいティラノサウルスの男児。
  - Midoraちゃん - グリーンの体にピンクの斑点があるトリケラトプスの女児。
- ロゴマーク - 「緑」と「ドリーム」に共通する「M」を図案化し鮮やかなグリーンで雄大な十勝の自然・豊かな人々の生活・人と自然の調和をイメージしつつ大地を踏みしめて歩く緑の中の夢の動物「みどりいむ」とした。
- イメージソング - DREAMS COME TRUE「時間旅行」
- 入場料
  - 前売：大人1,200円・高校生800円・小中学生500円
  - 当日普通：大人1,500円・高校生1,000円・小中学生600円
  - 当日普通団体：大人1,300円・高校生900円・小中学生550円
  - 当日学校行事団体：高校生800円・小中学生500円
  - 当日特別割引（身障者等）：大人750円、高校生500円、小中学生300円
  - 団体は20人以上、20人につき1名無料。

## パビリオン・施設
- テーマ館「緑の地球館」 - カナダ・アルバータ州から持ち込まれたティラノサウルス・トリケラトプス・アルバートサウルスの骨格標本やティラノサウルス・スティラコサウルスの肉付標本を目玉にナウマンゾウ・エゾミカサリュウといった北海道内の化石などを合わせたロイヤル・ティレル古生物学博物館のフィリップ・カリー(en)博士監修による恐竜関連の展示を中心とし、「宇宙・近未来への冒険ゾーン」では哺乳類誕生から現代までの歴史の演出を経てスペースプレーンや火星開発等の宇宙開発の展望や空中立体都市計画の模型を取り上げる。8月4日から6日にはアポロ17号の持ち帰った月の石も特別展示された。
- 緑の産業と暮らし館 - 自然と調和し健康で豊かな未来を築くための産業の行方を提案する。
  - 主催者展示 - 屋久杉や道内の巨木ブナ・エゾマツ、世界一小さなバラ、十勝農業の現状と将来、人工衛星から見た十勝、札内川ダム計画の紹介、ラジコントラクター・芝刈り機・ヘリコプターといった農業省力化技術、バイオテクノロジーなどを展示。
  - 王子製紙 - 「この身近な一枚から」をテーマに北海ポプラや牛の飼育の紹介、再生紙事情を紹介する緑の有効活用コーナー、手漉きハガキ実演を展開。
  - 土谷特殊農機 - オランダ・ネダップ社(en)が開発した乳牛個体識別コンピューターシステム「キャトルコード乳牛総合管理システム」を紹介。
  - 富士通「電脳最前線ハイパーステーション」 - FM TOWNSを用いたシューティングゲームや最新パソコンソフト体験会、占い企画を実施。
  - カルビーポテト - スポンジサイコロの出目で物語が左右されるプレゼントゲームを実施。
  - コニカ - 十勝の大自然の写真展やコニカリサイクルシステムを紹介。
  - キューアル - 「明日の健康を考えよう」をテーマに休憩所を兼ねて運動器具・健康器具・ホームサウナ・ヘルスチェッカーの体験コーナーを設置する。
  - 東部アルビ - 最新マッサージ機を展示実演し健康な暮らしの提案と休憩所開放を行う
  - 電源開発 - 「人とエネルギーの調和-地域とともに歩むでんぱつ」をテーマに十勝川水系の水力発電設備を中心とした事業概況紹介や人力発電機・パソコンクイズで電気事業への理解を深める。
  - NTT帯広支店 - NTT帯広東ビルの鉄塔に設置された望遠カメラを用いたテレビ望遠鏡、ハイキャプテン、カラー動画電話、デジタル公衆電話、オプトホン、ボイスチェンジャーといったNTTの開発したハイテクノロジーを楽しく紹介する。
  - 帯広松下電工 - 各種センサーによる仕掛けを組みこんだ「世界のおもしろ住宅写真展」を展開。
  - NEC「PCパラダイス」 - PCエンジンスーパーロムロムを用いたボンバーマンゲーム大会を展開するゲームコーナー、人気ゲームソフトを取り揃え楽しめるソフトライブラリーを展開。
  - 日本罐詰 - スイートコーン缶詰タワーをモニュメントにスイートコーンの種から出荷までの工程のビデオや空き缶潰し機の展示、空き缶蓋締め実演・貯金缶プレゼントを実施。
  - 北海道コカ・コーラボトリング - コロポックルと北海道の小動物が仲良く歌い踊る光景を表現した撮影スポット。
  - 大塚製薬 - 予防医学、個人健康管理などトータルヘルスケアを多面的に展示する。
  - よつ葉乳業「よつ葉ミルクルワールド」 - 牛乳の生産から消費者までをクイズを交え紹介し、プレゼントゲーム・アームレスリング大会・牛乳試飲会も開催する。
- かちまいパビリオン「十勝の名木百選館」 - 十勝毎日新聞の環境保護キャンペーン「5万分の1の地球」で行われた公募企画「後世に残すべき十勝の名木」にて選ばれた十勝管内の優れた名木100本の写真展を休憩施設を兼ね展開する。
- 観光バザール館 - 道内外の企業団体による物販スペース。
  - 出展：ベリョースカ新橋店、ワールドカンパニー、韓国伝統物産館、東部アルビ、共成レンテム、加商、いきがい観光センター（池田ワイン製菓）、岡女堂、帯広市農業協同組合、ノース・ドリーム、防カビ設備工業、コニカ札幌支店、北海道栄養士会十勝支部、ことぶき、コンコルド、イトーグループ、小売酒販組合青年部、根尾花園、十勝市町村展示館4館、芽室仕出し、いちまる、五日市精肉店、塩野谷商店、北海道コカ・コーラボトリング、ランチョエルパソ
- おびひろハウス - カラマツ材を用い暮らしに柔らかな演出を提供するミニパビリオン。
  - 出展：池田町ブドウ・ブドウ酒研究所、サッポロビール、ことぶき、紫竹ガーデン
- 味の焼きものハウス・味のレストラン
  - 出展：百万石、五日市精肉店、から松のサトウ、帯広産業技術センター、中札内地場産業を進める会、中札内村ハスカップの会
- サービスショップ
  - 出展：帯広郵便局、日本通運帯広支店、NTT帯広支店、コニカ札幌支店
- 遊園地「みどりいむらんど」
  - アトラクション：庭園列車、サファリーペット、メカロボ、メリーゴーランド、コーヒーカップ、ダックライト、SR-2、スーパーフロッグ、いもむしハント、ゲームコーナー、ファファ、立体映像「シー・ドリーム」、恐怖の館「13日の金曜日の館」
- 世界のおもしろゴミ箱ランド - 世界各地のユニークなアイデアに溢れたゴミ箱を展示、各国の清潔な街づくりへの考え方やごみ問題への関心を抱かせる。
- 日立グループ「日立ガーデン」 - 立体花壇を用い3次元的な彩りを展開する庭園。
- イベント広場
- ゲート - 緑ヶ丘公園野球場付近にメインゲート、帯広百年記念館付近にサブゲートを設置。
- コミュニティFM実験局 - 帯広シティーケーブルからFM82.9MHzの周波数で帯広市内を放送エリアとして博覧会情報を発信する。
- パソコン実況中継局 - 事務局内からパソコン通信を用いて博覧会情報、十勝管内の市町村情報、プレゼントクイズを発信する。つうけんが協賛。

## 主なイベント
- HBCラジオ「とべとべ十勝スペシャル」（7月25日　ゲスト：中嶋美智代・高山美図紀・ポチ）
- 十勝花子ステージ（7月26日）
- 嘉多山信・片桐麻美ステージ（7月29日）
- L.L BROTHERSライブ（7月30日）
- NHKFM「ほっからんど北海道」公開収録 西村知美コンサートinみどりいむ92（8月1日）
- 帯広シティーケーブル「ぐるっと北海道 帯広みどりいむ発!熱い十勝・夏の陣!」（8月2日　司会：清水国明、鄭景子）
- 海山ネプチューン・松田昌シンセサイザーコンサート（8月6日）
- STVラジオ「お昼の歌謡曲」生放送（8月8日　ゲスト：冠二郎、若山かずさ）
- 遠音コンサート（8月14日）
- SHOW-YAコンサート（8月9日）
- Sadao Watanabe Concert 1992（8月11日）
- みどりいむ'92歌謡選手権大会（8月15日 ゲスト：西英里子）
- アスパラ商会ライブ（8月17日）
- KAMARシンセサイザーライブ（8月18日）
- 和田こういちステージ（8月19日）
- 札響グリーンコンサート（8月16日）
- HIROKI-TORIOライブ（8月17日）
- 岡崎倫典インクルージング（8月21日）
- 季節風ライブ（8月22日）
- 星姉妹ショー（8月22日）

## 交通アクセス
- 旧北海道帯広南商業高等学校跡地・帯広駅南口前に駐車場を設置し会場までの無料シャトルバスを運行。
- JR北海道が新得駅・池田駅・釧路駅・標茶駅・厚岸駅・札幌駅から帯広駅までの運賃・自由席特急料金・博覧会入場券をセットとした割引切符「みどりいむキップ」を販売。